# Деймах (син на Елеон)
Вижте пояснителната страница за други значения на Деймах.
Деймах (на старогръцки: Δηίμαχος, Deimachos) в древногръцката митология е син на Елеон, цар в Беотия.
Той придружава Херакъл в похода към Троя. Влюбва се в Главкия, дъщерята на троянския речен бог Скамандър. Пада убит преди тя да му роди синът им Скамандър II. Херакъл завежда жена му и детето при баща му Елеон в Гърция.